# Excellence Queen
Die Excellence Queen ist ein Flusskreuzfahrtschiff der Reederei Swiss Excellence River Cruise GmbH mit Sitz in Basel. Die Excellence Queen befährt unter Schweizer Flagge den Rhein und die Mosel sowie Wasserwege in Flandern und Holland bis zum IJsselmeer. Ausserdem wird das Schiff für Kreuzfahrten im Gebiet Rhein-Mosel-Neckar eingesetzt. Mit der Excellence Royal betreibt die Reederei auf der Seine ein baugleiches Schwesterschiff.
Das Reisebüro Mittelthurgau ist exklusiv für den Vertrieb, das Marketing und die Produktion der Excellence-Flussreisen zuständig. Excellence und das Reisebüro Mittelthurgau gehören beide zur Twerenbold Service AG. Twerenbold-Reisebusse bringen die Excellence-Gäste von Einsteigeterminals in der Schweiz direkt zum Schiff und stehen während der Reise für Landausflüge bereit.

## Geschichte
Im Frühling 2011 nahm die Swiss Excellence River Cruise die Excellence Queen in Betrieb. Erbaut wurde sie von der niederländischen Werft De Gerlien van Tiem Für die Innenarchitektur und das Dekor war Nazly Twerenbold zuständig, die Ehefrau von Werner Twerenbold (1946–2015), dem Verwaltungsratspräsidenten der Twerenbold-Gruppe.

## Ausstattung
Die Excellence Queen verfügt über 71 Kabinen mit einer Grösse von 13 bis 16 m². Die Mini-Suiten umfassen 17 m², die Grand-Suite misst 30 m². Die Suiten und Kabinen auf dem Ober- und Mitteldeck verfügen über einen französischen Balkon. Sämtliche Kabinen sind mit Dusche/WC, Sat-TV (Flachbildschirm), Minibar, Safe, Föhn, Haustelefon, Klimaanlage, Heizung und Stromanschluss 220 V ausgestattet. Das Sonnendeck verfügt über ein Golfputting-Green und einen Whirlpool. Auch ein kleiner Fitnessraum steht bereit. Ein Lift führt vom Mittel- zum Oberdeck.

## Technik
Zwei Motoren des Typs Caterpillar 3508-C erzeugen gemeinsam eine Leistung von über 2000 PS. Diese treiben zwei Veth-Z-Antriebe Typ VZ-800H-CR mit gegenläufigen Propellern an. Die Excellence Queen erreicht so eine Fahrgeschwindigkeit von 22 km/h. Für die Stromversorgung sind zwei gekapselte Scania-Dieselgeneratoren mit je 390 kVA und ein Sisu-Dieselgenerator mit 193 kVA eingebaut. Als Manövrierhilfe ist im Bug ein Dreikanal-Veth-Jet mit einem Scania-Antriebsmotor DC1C-40A vorhanden.